# Micropterix schaefferi
Micropterix schaefferi là một loài bướm đêm thuộc họ Micropterigidae. Nó được Heath mô tả năm 1975. Male Micropterix schaefferi have a sải cánh of 3.8–5.1 miliméts, while giống cáis have a sải cánh of 4.7–5.8 miliméts. Nó được tìm thấy ở Pháp, Corse, Ý, Bỉ, the Hà Lan, Đức, Thụy Sĩ, Áo, Hungary, Cộng hòa Séc, Bulgaria, Đan Mạch, và Ba Lan.

## Hình ảnh

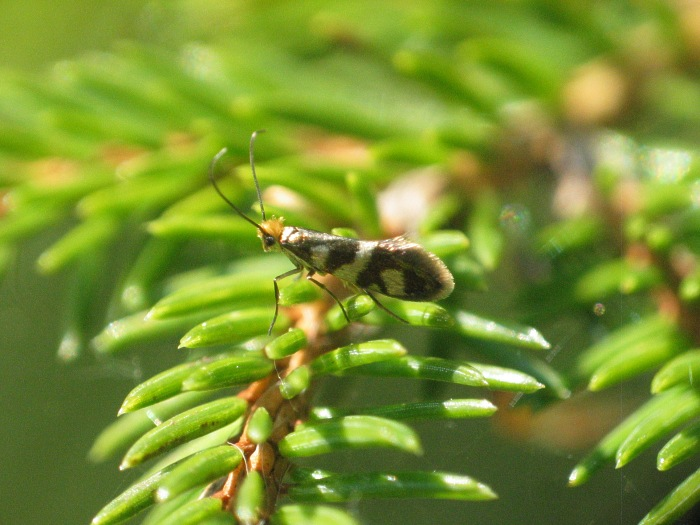